# ゴールデンワイド劇場
『ゴールデンワイド劇場』（ゴールデンワイドげきじょう)は、1981年10月26日から1982年9月27日までテレビ朝日系列が編成していたテレビ朝日製作の映画番組・2時間ドラマである。放送時間は毎週月曜 20:02 - 21:48 （日本標準時）。

## 概要
基本的には邦画を放送する枠であり、主に菅原文太・愛川欽也主演の「トラック野郎シリーズ」やザ・ドリフターズ主演の「全員集合!シリーズ」を放送していたが、1982年5月以降（同年4月は放送休止）は2時間ドラマも放送するようになった。
しかし、1982年秋改編時に『爆笑!!ドットスタジオ』というバラエティ番組を月曜20時枠に設ける事になったため、当番組は1年で放送を終了した。なお、同番組の後継となった番組は『月曜ワイド劇場』（月曜21時・22時枠を統合）であり、「この番組をリニューアルしたもの」として扱われる。

## 番組案内
20:00 - 20:02（実質は20:01まで）に放送作品の予告を放送した。

## 放映リスト
ドラマ作品のサブタイトルはすべて省略。
なお、放送時間が異なる作品は「備考」に記載した。
| 作数 | 放送日         | タイトル                             | ジャンル | 備考                                              |
| ---- | -------------- | ------------------------------------ | -------- | ------------------------------------------------- |
| 1    | 1981年10月26日 | ザ・ドリフターズのカモだ!!御用だ!!   | 映画     |                                                   |
| 2    | 1981年11月02日 | 夜叉ヶ池                             | 映画     | 放送枠を拡大して放送（20:02 - 22:18）             |
| 3    | 1981年11月30日 | 必殺仕掛人 梅安蟻地獄                | 映画     |                                                   |
| 4    | 1981年12月07日 | 神様のくれた赤ん坊                   | 映画     |                                                   |
| 5    | 1981年12月14日 | トラック野郎・男一匹桃次郎           | 映画     |                                                   |
| 6    | 1981年12月21日 | 不連続殺人事件                       | 映画     |                                                   |
| 7    | 1981年12月28日 | 犬神家の一族                         | 映画     | 放送枠を拡大して放送（20:02 - 22:45）             |
| 8    | 1982年01月04日 | 地球(テラ)へ…                        | 映画     | 放送枠を拡大して放送（19:32 - 21:44）             |
| 9    | 1982年01月11日 | チョットだけョ全員集合!!             | 映画     |                                                   |
| 10   | 1982年01月18日 | 必殺仕掛人 春雪仕掛針                | 映画     |                                                   |
| 11   | 1982年01月25日 | トラック野郎・一番星北へ帰る         | 映画     |                                                   |
| 12   | 1982年02月08日 | 超能力だよ全員集合!!                 | 映画     |                                                   |
| 13   | 1982年02月15日 | 俺達に墓はない                       | 映画     |                                                   |
| 14   | 1982年02月22日 | トラック野郎・故郷特急便             | 映画     |                                                   |
| 15   | 1982年03月01日 | 機動戦士ガンダム（劇場版）           | 映画     | 放送枠を拡大して放送（19:32 - 21:48）             |
| 16   | 1982年03月08日 | ミヨちゃんのためなら全員集合!!       | 映画     |                                                   |
| 17   | 1982年03月15日 | 惑星大戦争                           | 映画     |                                                   |
| 18   | 1982年03月22日 | 春だドリフだ全員集合!!               | 映画     |                                                   |
| 19   | 1982年03月29日 | 新幹線大爆破                         | 映画     | プロ野球中継の影響で60分繰り下げ（21:02 - 22:44） |
| 20   | 1982年05月10日 | ママハハ日記                         | ドラマ   | （この回からドラマ作品の放送を開始）              |
| 21   | 1982年05月17日 | 妻は何を見たか                       | ドラマ   |                                                   |
| 22   | 1982年05月24日 | 終着駅はまだ遠い                     | ドラマ   |                                                   |
| 23   | 1982年05月31日 | ガン病棟のメス                       | ドラマ   |                                                   |
| 24   | 1982年06月21日 | 代理母                               | ドラマ   |                                                   |
| 25   | 1982年06月28日 | ピノキオの手                         | ドラマ   |                                                   |
| 26   | 1982年07月05日 | なんとなく、クリスタル               | 映画     | （クリスタル族は1981年の流行語大賞）              |
| 27   | 1982年07月12日 | 女囚犯歴簿 女看守は見た！            | ドラマ   | 『月曜ワイド劇場』でシリーズ化された作品の第1作   |
| 28   | 1982年07月19日 | 人妻たちの事件簿シリーズ(1) 妻の復讐 | ドラマ   |                                                   |
| 29   | 1982年08月02日 | 必殺仕掛人                           | 映画     |                                                   |
| 30   | 1982年08月16日 | 終りに見た街                         | ドラマ   |                                                   |
| 31   | 1982年08月23日 | 21エモン 宇宙へいらっしゃい          | 映画     |                                                   |
| 32   | 1982年08月30日 | サイボーグ009 超銀河伝説             | 映画     |                                                   |
| 33   | 1982年09月13日 | モンタージュ写真の謎                 | ドラマ   |                                                   |
| 34   | 1982年09月20日 | 妖婆                                 | 映画     |                                                   |
| 35   | 1982年09月27日 | 機動戦士ガンダムII 哀戦士編          | 映画     | 放送枠を拡大して放送（19:32 - 21:48）             |

### 補足
- 『生命の詩シリーズ』という特別企画[注 2]、「ロウソクが消えない」[2]というスペシャルドラマ[注 3]、「青春の門」という長編映画（『筑豊編』の前編・後編、『自立編』の前編・後編）、スポーツ中継（プロ野球、フェデレーション・カップ（テニス））などを放送する関係で休止となったことがある。

「青春の門」は『春の特別ロードショー』という番組名で放送したため、同映画は当番組の放送回数に含めない。
- 最終回となった1982年9月27日放送分にも次回予告が設けられ、「次回予告 この時間は次週から『月曜ワイド劇場』となります。夜9時スタート!!」という静止画テロップが画面に大きく出た後、（次番組の第1作となる）「無影燈」（主演・古谷一行）の予告VTRが流れた。